# École des technologies de l’informatique et du management
L'École d'Ingénieur des Technologies de l'Informatique et du Management (pol. Szkoła technik informatycznych i zarządzania EFREI) – francuska wyższa szkoła techniczna kształcąca w zakresie informatyki i elektroniki.
Szkoła powstała w 1936 jako École Française de Radioélectricité (EFR). Jej skrót wywodzi się od jej dawnej nazwy - École Française d'Electronique et d'Informatique.

## Znani absolwenci
Do najbardziej znanych absolwentów uczelni należą:
- André Truong Trong Thi - współzałożyciel firmu, która sprzedała pierwszy mikrokomputer (absolwent 1959 roku),
- Sylvain Anichini - wiceprezes nowych technik i technologii dla Radio France (absolwent 1977 roku),
- Rani Assaf - jeden z twórców Freebox (absolwent 1999 roku).